# Lijst van voetbalinterlands Argentinië - Rusland
Deze lijst van voetbalinterlands is een overzicht van alle officiële voetbalwedstrijden tussen de nationale teams van Argentinië en Rusland. De landen speelden tot op heden twee keer tegen elkaar. De eerste ontmoeting, een vriendschappelijke wedstrijd werd gespeeld in Moskou op 12 augustus 2009. Het laatste duel, eveneens een vriendschappelijke wedstrijd, vond plaats op 11 november 2017 in de Russische hoofdstad.

## Wedstrijden
| № | Plaats | Datum            | Competitie        | Wedstrijd            | Uitslag |
| - | ------ | ---------------- | ----------------- | -------------------- | ------- |
| 1 | Moskou | 12 augustus 2009 | Vriendschappelijk | Rusland – Argentinië | 2 – 3   |
| 2 | Moskou | 11 november 2017 | Vriendschappelijk | Rusland – Argentinië | 0 – 1   |

## Samenvatting
| Competitie        | Totaal gespeeld | Winst Argentinië | Gelijk | Winst Rusland | Doelsaldo Argentinië – Rusland |
| ----------------- | --------------- | ---------------- | ------ | ------------- | ------------------------------ |
| Vriendschappelijk | 2               | 2                | 0      | 0             | 4 − 2                          |
| Totaal            | 2               | 2                | 0      | 0             | 4 − 2                          |

Wedstrijden bepaald door strafschoppen worden, in lijn met de FIFA, als een gelijkspel gerekend.

## Details

### Eerste ontmoeting
| Vriendschappelijk (Moskou, Rusland, 12 augustus 2009): |       |                                                    |
| Rusland                                                | 2 – 3 | Argentinië                                         |
| Igor Semsjov 17' Roman Pavljoetsjenko 78'              | goals | 45' Kun Agüero 46' Lisandro López 59' Jesús Dátolo |